# Меткалф, Стэнли
Джон Стэнли Меткалф (англ. John Stanley Metcalfe; 20 марта 1946 — 15 марта 2025) — английский экономист. Бакалавр (1967) и магистр (1968) Манчестерского университета. В настоящее время занимает кафедру имени У. С. Джевонса Манчестерского университета и является исполнительным директором Центра исследований инноваций и конкуренции. Командор ордена Британской империи (1993). Президент Международного общества Йозефа Шумпетера (1998—2000).

## Основные работы
- «Конкуренция, принцип Фишера и растущее возвращение к процессу выбора» (Competition, Fisher’s Principle and Increasing Returns in the Selection Process, 1994);
- «Эволюционная экономика и творческое разрушение» (Evolutionary Economics and Creative Destruction, 1998).